# Women's National Basketball Association 2009
Women's National Basketball Association 2009 var den 13:e säsongen av den amerikanska proffsligan i basket för damer. Säsongen inleddes lördagen den 6 juni och avslutades söndagen den 13 september 2009 efter 221 seriematcher. De fyra första lagen i varje Conference gick därefter till slutspel som spelades mellan den 16 september och 9 oktober. Phoenix Mercury blev mästare för andra gången efter att ha besegrat Indiana Fever med 3-2 i finalserien.
All Star-matchen spelades den 25 juli i Mohegan Sun Arena i Uncasville, Connecticut där Western besegrade Eastern med 130-118.
Detroit Shock spelade sin sista säsong i ligan innan de flyttade till Oklahoma och blev Tulsa Shock. Även Sacramento Monarchs spelade sin sista säsong innan laget upplöstes helt.

## Grundserien
Not: V = Vinster, F = Förluster, PCT = Vinstprocent
- Lag i GRÖN färg till slutspel.
- Lag i RÖD färg har spelat klart för säsongen.

| Lag                | V  | F  | PCT  |
| ------------------ | -- | -- | ---- |
| Indiana Fever      | 22 | 12 | .647 |
| Atlanta Dream      | 18 | 16 | .529 |
| Detroit Shock      | 18 | 16 | .529 |
| Washington Mystics | 16 | 18 | .471 |
| Chicago Sky        | 16 | 18 | .471 |
| Connecticut Sun    | 16 | 18 | .471 |
| New York Liberty   | 13 | 21 | .382 |

| Lag                      | V  | F  | PCT  |
| ------------------------ | -- | -- | ---- |
| Phoenix Mercury          | 23 | 11 | .676 |
| Seattle Storm            | 20 | 14 | .588 |
| Los Angeles Sparks       | 18 | 16 | .529 |
| San Antonio Silver Stars | 15 | 19 | .441 |
| Minnesota Lynx           | 14 | 20 | .412 |
| Sacramento Monarchs      | 12 | 22 | .353 |

## Slutspelet
- De fyra bästa lagen från varje Conference gick till slutspelet.
- Conference semifinalerna och conference finalerna avgjordes i bäst av tre matcher.
- WNBA-finalen avgjordes i bäst av fem matcher.

|  | Conference Semifinal Bäst av 3 | Conference Semifinal Bäst av 3 | Conference Semifinal Bäst av 3 |             |   | Conference Final Bäst av 3 | Conference Final Bäst av 3 | Conference Final Bäst av 3 |  |  | WNBA Final Bäst av 5 | WNBA Final Bäst av 5 | WNBA Final Bäst av 5 |  |
|  |                                |                                |                                |             |   |                            |                            |                            |  |  |                      |                      |                      |  |
|  | 1                              | Indiana                        | 2                              |             |   |                            |                            |                            |  |  |                      |                      |                      |  |
|  | 1                              | Indiana                        | 2                              |             |   |                            |                            |                            |  |  |                      |                      |                      |  |
|  | 4                              | Washington                     | 0                              |             |   |                            |                            |                            |  |  |                      |                      |                      |  |
|  | 4                              | Washington                     | 0                              |             | 1 | Indiana                    | 2                          |                            |  |  |                      |                      |                      |  |
|  | Eastern Conference             |                                |                                |             | 1 | Indiana                    | 2                          |                            |  |  |                      |                      |                      |  |
|  |                                |                                | 3                              | Detroit     | 1 |                            |                            |                            |  |  |                      |                      |                      |  |
|  | 2                              | Atlanta                        | 3                              | Detroit     | 1 | 0                          |                            |                            |  |  |                      |                      |                      |  |
|  | 2                              | Atlanta                        |                                |             |   |                            |                            |                            |  |  |                      |                      |                      |  |
|  | 3                              | Detroit                        | 2                              |             |   |                            |                            |                            |  |  |                      |                      |                      |  |
|  | 3                              | Detroit                        | 2                              |             | 1 | Indiana                    | 2                          |                            |  |  |                      |                      |                      |  |
|  |                                |                                |                                |             |   |                            |                            |                            |  |  |                      |                      |                      |  |
|  |                                |                                | 1                              | Phoenix     | 3 |                            |                            |                            |  |  |                      |                      |                      |  |
|  | 1                              | Phoenix                        | 1                              | Phoenix     | 3 | 2                          |                            |                            |  |  |                      |                      |                      |  |
|  | 1                              | Phoenix                        |                                |             |   |                            |                            |                            |  |  |                      |                      |                      |  |
|  | 4                              | San Antonio                    | 1                              |             |   |                            |                            |                            |  |  |                      |                      |                      |  |
|  | 4                              | San Antonio                    | 1                              |             | 1 | Phoenix                    | 2                          |                            |  |  |                      |                      |                      |  |
|  | Western Conference             |                                |                                |             | 1 | Phoenix                    | 2                          |                            |  |  |                      |                      |                      |  |
|  |                                |                                | 3                              | Los Angeles | 1 |                            |                            |                            |  |  |                      |                      |                      |  |
|  | 2                              | Seattle                        | 3                              | Los Angeles | 1 | 1                          |                            |                            |  |  |                      |                      |                      |  |
|  | 2                              | Seattle                        |                                |             |   |                            |                            |                            |  |  |                      |                      |                      |  |
|  | 3                              | Los Angeles                    | 2                              |             |   |                            |                            |                            |  |  |                      |                      |                      |  |

### WNBA-final
Phoenix Mercury vs Indiana Fever
| Match   | Datum        | Hemmalag | Bortalag | Resultat  |
| ------- | ------------ | -------- | -------- | --------- |
| Match 1 | 29 september | Phoenix  | Indiana  | 120 - 116 |
| Match 2 | 1 oktober    | Phoenix  | Indiana  | 84 - 93   |
| Match 3 | 4 oktober    | Indiana  | Phoenix  | 86 - 85   |
| Match 4 | 7 oktober    | Indiana  | Phoenix  | 77 - 90   |
| Match 5 | 9 oktober    | Phoenix  | Indiana  | 94 - 86   |

Phoenix Mercury vann finalserien med 3-2 i matcher